# Peltanthera
Peltanthera, je rod cvjetnica koji sadrži jednu vrstu, Peltanthera floribunda. Rod je izvorno bio smješten u obitelj Loganiaceae  i od tada je različito smješten u Buddlejaceae,  Scrophulariaceae, Gesneriaceae, ili u vlastitu porodicu Peltantheraceae. Godine 2016. Angiosperm Phylogeny Group smatrala ju je nesvrstanom ni u jednu porodicu, već unutar reda Lamiales, dok su je Christenhusz et al. 2017. smjestili u porodicu Gesneriaceae kao potporodicu Peltantheroideae. Smještanje u Gesneriaceae prihvatio je Plants of the World Online od ožujka 2024.. GBIF je vodi pod vlastitom porodicom Peltantheraceae.

## Opis roda
Vrsta je drveta raširenog od Kostarike do Perua i Bolivije.

## Sinonimi
- Valerioa Standl. & Steyerm.; Publ. Field Mus. Nat. Hist., Chicago, Bot. Ser. 18: 1098 (1938)
- Peltanthera costaricensis (Standl. & Steyerm.) Cuatrec.; Fieldiana, Bot. 27: No. 2, 98 (1951)
- Valerioa costaricensis Standl. & Steyerm.; Publ. Field Mus. Nat. Hist., Chicago, Bot. Ser. 18: 1099 (1938)